# Marmentino
Marmentino är en ort och kommun i provinsen Brescia i regionen Lombardiet i Italien. Kommunen hade 659 invånare (2018).